# Мещанская улица (Москва)
Меща́нская у́лица — улица в центре Москвы в Мещанском районе Центрального административного округа между Садовой-Сухаревской улицей и улицей Дурова.

## Происхождение названия
В прошлом из существовавших 4-х номерных Мещанских улиц три получили собственные названия: 1-я Мещанская стала частью современного проспекта Мира, 2-я — улицей Гиляровского, а 3-я — улицей Щепкина. Лишь одна 4-я Мещанская осталась номерной, её в 1966 году переименовали в Мещанскую улицу. Все эти улицы получили названия по их расположению на месте Мещанской слободы (по которой назван Мещанский район). Ранее это местность была заселена поляками и выходцами из разных городов Польши — белорусами, литовцами, украинцами. Жители польских городов назывались «мещане» («местчане», «месчане») от польского miasto — «город».

## Расположение

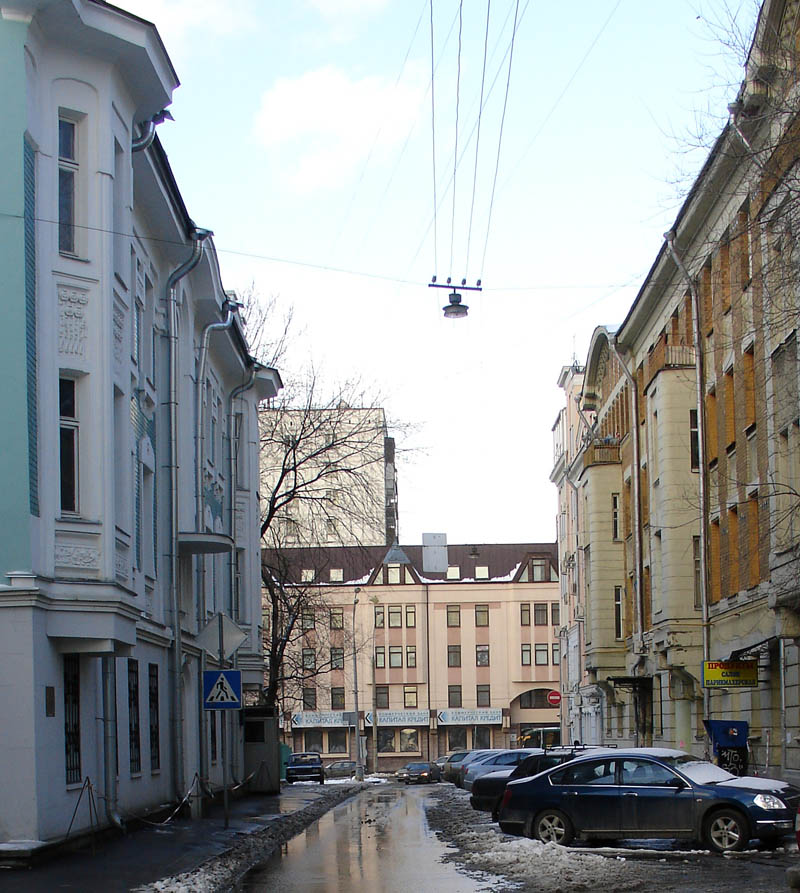
Конец Мещанской и вид на улицу Дурова.

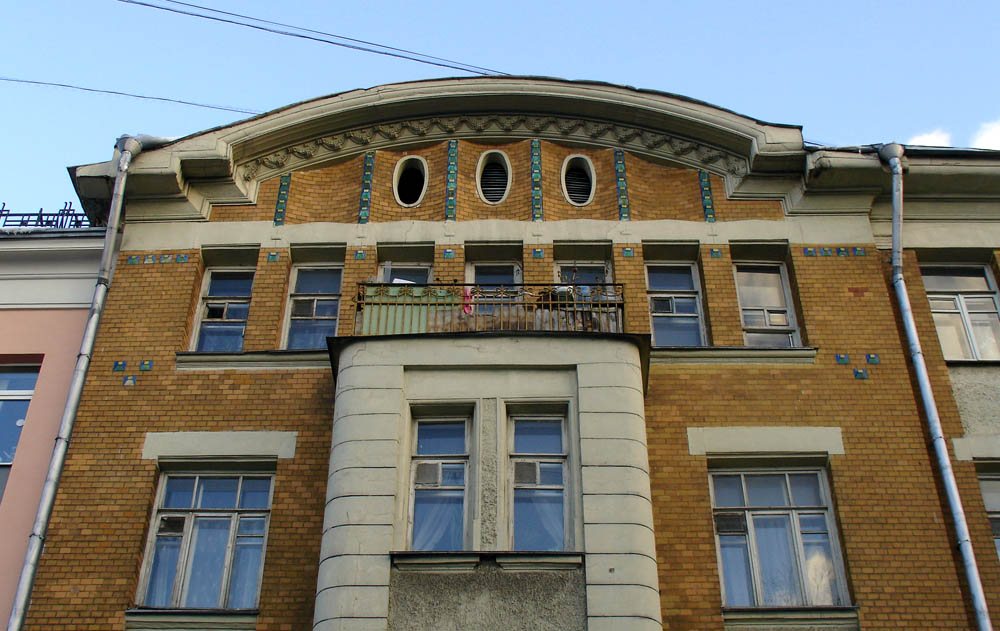
Мещанская, д. 20

Мещанская улица начинается от Садовой-Сухаревской улицы Садового кольца и проходит на север параллельно улице Щепкина. Слева на улицу выходит Троицкая улица, справа — Калмыков переулок, затем на неё слева выходят переулок Васнецова и Лаврский переулок. Заканчивается на улице Дурова напротив Выползова переулка и Московской соборной мечети.

## Примечательные здания и сооружения
По нечётной стороне:
- № 7/21, строение 1 — банк «Арсенал»;
- № 7/1, стоматология ООО «Новель-дент»
- № 7/21, строение 4 — центральный офис продюсерской компании «Comedy Club Production»[2], ранее — коммуникационная группа «Максима».
- № 9/14 — доходный дом (1906, арх. П. В. Харко). В настоящее время — Московская финансово-промышленная академия; Стройреконструкция; трест Мосотделстрой № 1; общероссийская общественная организация «Союз садоводов России»;
- № 17 — федеральное агентство «Россотрудничество». Ранее здесь располагалось посольство Эритреи;
- № 27 — доходный дом, 1893, арх К. Л. Розенкампф;

По чётной стороне:
- № 8 — Центральный административный округ: Мещанский ДЕЗ ОДС;
- № 12 — кафе «Софра»;
- № 18 — особняк А. М. Скуйс (1903, арх. Н. П. Хорошкевич);
- № 20/25 — доходный дом Е. Н. Шевлягиной (1912, архитектор Г. А. Гельрих[3]).